# Aviron aux Jeux olympiques intercalaires de 1906
Six épreuves d'aviron sont disputées lors des Jeux olympiques intercalaires de 1906 organisés à Athènes.

## Tableau des médailles
| Rang | Pays         | Médaille d'or, Jeux olympiques | Médaille d'argent, Jeux olympiques | Médaille de bronze, Jeux olympiques | Total |
| 1    | Italie       | 4                              | 1                                  | 1                                   | 6     |
| 2    | France       | 1                              | 2                                  | 3                                   | 6     |
| 3    | Grèce        | 1                              | 2                                  | 1                                   | 4     |
| 4    | Équipe mixte | 0                              | 1                                  | 0                                   | 1     |

## Podiums
Les médailles d'or, d'argent et de bronze ne sont pas reconnues par le Comité international olympique.
| Épreuves              | Or                                                                                    | Argent                                                                                 | Bronze                                                                                         |
| Skiff homme           | Gaston Delaplane (FRA)                                                                | Joseph Larran (FRA)                                                                    | non décernée                                                                                   |
| Deux hommes 1 000 m   | Italie Enrico Bruna Giorgio Cesana Emilio Fontanella                                  | Italie Emilio Cesarana Francesco Civera Luigi Diana                                    | France Gaston Delaplane Charles Delaporte Marcel Frébourg                                      |
| Deux hommes 1 mile    | Italie Enrico Bruna Giorgio Cesana Emilio Fontanella                                  | Équipe mixte Max Orban (BEL) Remy Orban (BEL) Theofiliakos Psiliakos                   | France Adolphe Bernard Joseph Halcet Jean-Baptiste Mathieu                                     |
| Quatre hommes         | Italie Enrico Bruna Giorgio Cesana Emilio Fontanella Giuseppe Poli Riccardo Zardinoni | France Gaston Delaplane Charles Delaporte Léon Delignières Paul Echard Marcel Frébourg | France Adolphe Bernard Joseph Halcet Jean-Baptiste Laporte Jean-Baptiste Mathieu Pierre Sourbé |
| Trainière (6 hommes)  | Italie Team Varese                                                                    | Grèce Team Spetsai                                                                     | Grèce Team Hydra                                                                               |
| Trainière (16 hommes) | Grèce Team Poros                                                                      | Grèce Team Hydra                                                                       | Italie Team Varese                                                                             |